# Classe Charlemagne
A Classe Charlemagne foi uma classe de couraçados operada pela Marinha Nacional Francesa, composta pelo Charlemagne, Saint Louis e Gaulois. Suas construções começaram entre os anos de 1894 e 1896 nos estaleiros do Arsenal de Brest e Arsenal de Lorient e foram lançados ao mar em 1895 e 1896, entrando em serviço na frota francesa em 1899 e 1900. A classe foi a primeira da França a ser equipada com torres de artilharia duplas para a bateria principal e também a primeira com navios que seguiram um mesmo projeto, pois experiências na década de 1890 com vários couraçados, cada um com um projeto diferente, tinha sido negativa aos olhos da Marinha Nacional.
Os três couraçados da Classe Charlemagne eram armados com uma bateria principal composta por quatro canhões de 305 milímetros montados em duas torres de artilharia duplas. Tinham um comprimento de fora a fora de 117 metros, boca de pouco mais de vinte metros, calado de oito metros e um deslocamento carregado de mais de onze mil toneladas. Seus sistemas de propulsão eram compostos por vinte caldeiras a carvão que alimentavam três motores de tripla-expansão, que por sua vez giravam três hélices até uma velocidade máxima de dezoito nós (33 quilômetros por hora). Os navios também tinham um cinturão de blindagem que ficava entre 110 e 400 milímetros.
Os navios tiveram carreiras em tempos de paz relativamente tranquilas que consistiram principalmente de exercícios de treinamento. Entretanto, esse período também foi marcado por algumas colisões com diferentes navios. Com o início da Primeira Guerra Mundial em 1914, as embarcações escoltaram comboios de tropas do Norte da África, enquanto no ano seguinte foram colocadas para atuar em suporte à Campanha de Galípoli. O Gaulois foi afundado em 1916 depois de ser torpedeado, com os dois couraçados restantes sendo tirados de serviço em 1917. O Charlemagne foi desmontado em 1923, já o Saint Louis foi usado como alojamento flutuante de 1920 até ser desmontado em 1933.

## Design e descrição

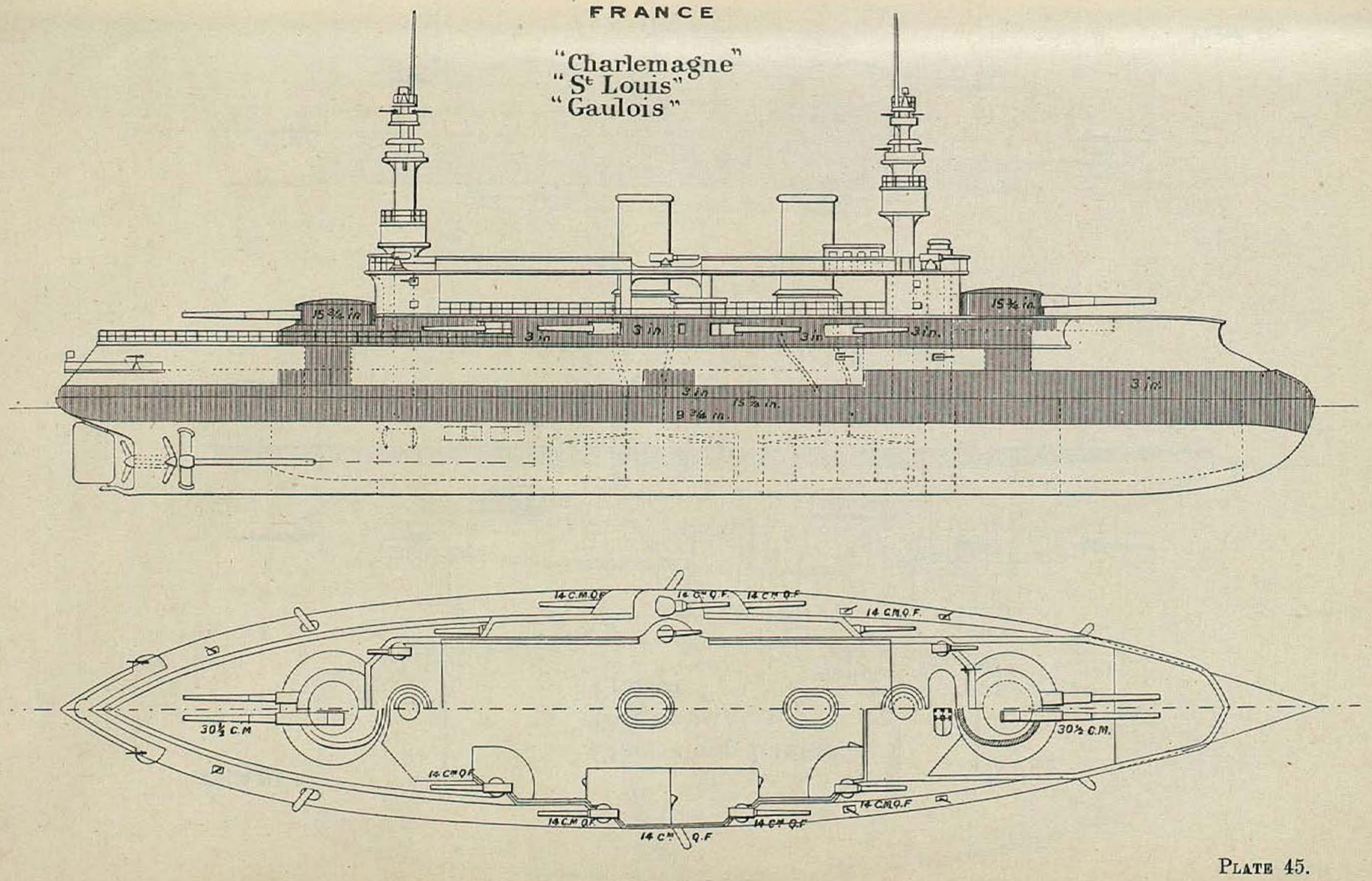
Elevação correta e planta do convés conforme retratado no Brassey's Naval Annual 1896

Os couraçados da classe Charlemagne tinham 117,7 metros de comprimento total e tinham uma boca de 20,3 metros. Em carga profunda, eles tinham um calado de 7,4 metros à frente e 8,4 metros à ré. Eles deslocavam 11 275 toneladas em carga profunda. A sua tripulação consistia geralmente em 727 oficiais e soldados como navio particular, ou 41 oficiais e 744 homens como navio almirante da frota.
Os navios da classe Charlemagne não funcionavam bem em mares revoltos. O clima tempestuoso no Golfo da Biscaia em 1900 fez com que o capitão do Gaulois reclamasse que a torre de tiro dianteira e as casamatas do navio estavam inundadas e que o navio gerava enormes camadas de espuma quando a água atingia a proa. Como a maioria dos navios capitais franceses da época, eles tinham a saliência "tumblehome". O capitão do Gaulois também disse que seu navio era uma plataforma de artilharia estável e manobrava bem em espaços apertados, mas criticou o layout da blindagem por não ser alto o suficiente para evitar que os projéteis penetrassem acima do cinturão de blindagem principal e detonassem abaixo das posições de armamento secundário.
Os navios utilizavam três motores a vapor de expansão tripla vertical de 4 cilindros, cada motor acionando um propulsor de 3 a 4 metros. Avaliados em 10 700 kW, eles produziram entre 10 459 e 11 249 kW durante seus testes no mar usando vapor gerado por 20 caldeiras aquatubulares Belleville. As caldeiras tinham uma pressão máxima de operação de 242 psi. Os navios atingiram velocidades máximas de 18 a 18,5 nós (33,3 a 34,3 quilômetros por hora) em seus testes. Eles transportavam no máximo 1 050 toneladas de carvão, o que lhes permitia navegar por 3 600 milhas náuticas (6 667 quilômetros) a uma velocidade de 10 nós (19 quilômetros por hora).

### Armamento
Os Charlemagnes carregavam seu armamento principal com quatro canhões 305 milímetros 40 calibres Modèle 1893 em duas torres de dois canhões, uma na proa e outra na popa. Estas foram as primeiras torres gêmeas de 305 milímetros a serem usadas pela Marinha Francesa. Eles eram girados por motores elétricos, mas as armas eram acionadas manualmente para elevar e abaixar. Os canhões se moviam de -5° a +15°, sendo carregados em depressão total. As torres tinham um armazenamento pronto para conter 10 projéteis antes que precisassem ser recarregados a partir do paiol. Os canhões disparavam projéteis perfurantes de 349,4 quilogramas com velocidade inicial de 815 metros por segundo a uma taxa teórica de uma salva a cada 1,3 minutos. Na elevação máxima, isso proporcionava um alcance de 12 900 metros. As armas foram fornecidas tinham 45 projéteis disponíveis cada.
O armamento secundário dos navios consistia em dez canhões de 138 milímetros 45 calibres Modèle 1893, oito dos quais foram montados em casamatas individuais e o par restante em suportes blindados no convés do castelo de proa, a meia nau. Os canhões tinham uma faixa de elevação entre -5°30" e +19°30". Eles disparavam quatro projéteis perfurantes de 35 quilogramas por minuto a uma velocidade inicial de 730 metros por segundo. Isso lhes deu um alcance de 11 mil metros na elevação máxima. Os navios transportavam um total de 2 316 projéteis para essas armas.
Eles também carregavam oito canhões de 100 milímetros 45 calibres Modèle 1893 em suportes blindados na superestrutura. Esses canhões podiam elevar-se de -10° a +20° e disparavam um projétil de 16 quilogramas a uma taxa de cinco tiros por minuto. Com uma velocidade inicial de 710 metros por segundo, eles tinham um alcance de 10 mil metros na elevação máxima. Um total de 2 288 cartuchos, ou 286 cartuchos por arma, era-lhes transportado em cada navio. Suas defesas antitorpedeiros consistiam em vinte canhões Hotchkiss de 47 milímetros 40 calibres Modèle 1885, instalados em plataformas em ambos os mastros, na superestrutura e em casamatas no casco. Essas armas podiam descer até -21° e elevar +24° Eles disparavam projéteis de 1,5 quilogramas a uma velocidade inicial de 650 metros por segundo a uma taxa de 12 tiros por minuto. Eles tinham um alcance máximo de 4 mil metros e eram municiados com um total de 10 500 cartuchos.
A classe Charlemagne possuía quatro tubos de torpedo de 450 milímetros, dois em cada lado do navio. Dois deles estavam submersos, em um ângulo de 20° em relação ao eixo do navio, e os outros dois estavam acima da linha d'água. Eles foram equipados com um total de doze torpedos Modèle 1892. Esses torpedos tinham uma ogiva de 75 quilogramas e um alcance máximo de 800 metros a uma velocidade de 27,5 nós (50,9 quilômetros por hora). A partir de 1906, os tubos de torpedos acima da água foram removidos de cada navio. Como era comum nos navios de sua geração, eles foram construídos com um aríete em forma de arado.

### Blindagem
Os navios da classe Charlemagne transportavam um total de 820 toneladas de blindagem Harvey. Eles tinham um cinturão de blindagem na linha d’água completo de 3,26 metros de altura. O cinturão de blindagem diminuía de sua espessura máxima de 400 milímetros até 110 milímetros na sua borda inferior. O convés blindado era de 55 milímetros de espessura na parte plana e foi reforçado com uma placa dotada com mais de 35 milímetros, que se inclinava para baixo a fim de se encontrar o cinturão blindado. As torres principais eram protegidas por 320 milímetros de blindagem e seus telhados tinham 50 milímetros de espessura. Suas barbetas eram de 270 milímetros de espessura. As paredes externas das casamatas para os canhões de 138 milímetros tinham 55 milímetros de blindagem e eram protegidas por anteparas transversais de 150 milímetros de espessura. As paredes da torre de comando eram 326 milímetros de espessura e seu teto consistia em placas de 50 milímetros. Seu tubo de comunicação era protegido por placas de blindagem com 200 milímetros.

## Navios
| Navio       | Construtor         | Batido               | Lançado               | Comissionado           | Destino                                     |
| ----------- | ------------------ | -------------------- | --------------------- | ---------------------- | ------------------------------------------- |
| Charlemagne | Arsenal de Brest   | 2 de agosto de 1894  | 17 de outubro de 1895 | 12 de setembro de 1899 | Vendido para sucata, 1923                   |
| Saint Louis | Arsenal de Lorient | 25 de março de 1895  | 2 de setembro de 1896 | 1 de setembro de 1900  | Vendido para sucata, 25 de abril de 1933    |
| Gaulois     | Arsenal de Brest   | 6 de janeiro de 1896 | 6 de outubro de 1896  | 15 de janeiro de 1899  | Afundado pelo UB-47, 27 de dezembro de 1916 |

## Histórico de serviço
O Charlemagne, o primeiro navio concluído, foi inicialmente designado para o Esquadrão Norte (Escadre du Nord), mas todos os três navios foram designados para o Esquadrão Mediterrâneo em 1900. O Saint Louis se tornou o navio-almirante do esquadrão quase assim que chegou a Toulon e todos os três participaram de uma série de visitas a portos e revisões navais. Pouco depois de sua chegada a Toulon, o Gaulois acidentalmente abalroou o contratorpedeiro Hallebarde e mais tarde o Bouvet em 1903; nenhum dos navios envolvidos foi seriamente danificado. Em 1901, o Gaulois e Charlemagne participaram da ocupação de Mitilene, num esforço para forçar o sultão turco, Abdul Hamid II, a fazer cumprir os contratos feitos com empresas francesas e a pagar os empréstimos feitos pelos bancos franceses. O Charlemagne foi a contribuição francesa para um esquadrão internacional que ocupou brevemente Mitilene em novembro-dezembro de 1905, com os mesmos propósitos. Juntamente com os couraçados Iéna e Bouvet, o Gaulois ajudou os sobreviventes da erupção do Monte Vesúvio em Nápoles, em abril de 1906.
Todos os três navios foram transferidos para o Esquadrão Norte em 1909-1910. O Saint Louis foi acidentalmente abalroado pelo contratorpedeiro Poignard durante manobras em Hyères em 1911. Os reparos foram combinados com uma grande reforma no final do ano. Ele acidentalmente abalroou e afundou o submarino Vendémiaire em 8 de junho de 1912, perto de Casquets, matando todos os 24 tripulantes do submarino. Seus irmãos receberam suas reformas durante 1912-1913. Todos os três navios foram transferidos de volta para a Frota do Mediterrâneo após suas reformas, embora suas atribuições exatas fossem diferentes. O Saint Louis se tornou o navio-almirante da divisão e o Charlemagne foi designado para a Divisão de Treinamento. A Marinha pretendia designar o Gaulois para a Divisão de Treinamento em outubro de 1914, mas a guerra interveio.

### Primeira Guerra Mundial

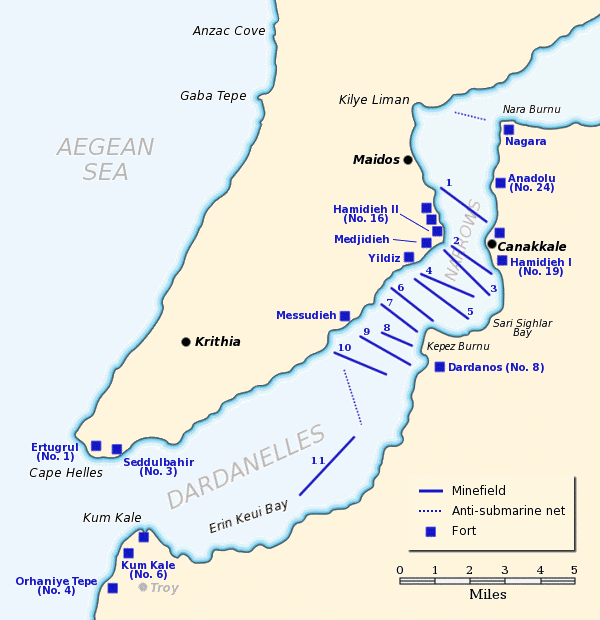
Defesas turcas dos Dardanelos, fevereiro-março de 1915

Junto com os antigos pré-dreadnoughts franceses, o trio escoltou comboios de tropas aliadas pelo Mediterrâneo durante os primeiros meses da guerra. Todos os três navios receberam ordens de ir para a Ilha Tenedos, não muito longe da Península de Galípoli, na Turquia, em novembro para se protegerem de uma surtida do cruzador de batalha alemão Goeben. O Gaulois tornou-se o carro-chefe temporário do Contra-Almirante Émile Guépratte desde a sua chegada até ao regresso do encouraçado Suffren em Janeiro de 1915. O Saint Louis se tornou o navio-almirante do recém-formado Esquadrão Sírio (Escadre de Syrie) em 9 de fevereiro. O esquadrão tinha como objetivo atacar posições e linhas de comunicação turcas na Síria, Líbano, Palestina e Península do Sinai. O Saint Louis participou do bombardeio de Gaza e El Arish em abril, antes de ser transferido de volta para os Dardanelos em maio.
Durante o bombardeio de 19 de fevereiro, o Gaulois bombardeou fortes turcos que cobriam a foz dos Dardanelos, embora Charlemagne não tenha participado da ação naquele dia. Durante o dia, o navio foi atingido duas vezes, mas sofreu apenas danos leves. Os dois navios trocaram de posições durante o bombardeio de 25 de fevereiro, embora o Charlemagne não tenha sido danificado. Em 2 de março, o esquadrão francês bombardeou alvos no Golfo de Saros, na base da Península de Galípoli. Cinco dias depois, tentaram suprimir os canhões turcos enquanto os couraçados britânicos bombardeavam as fortificações. O Gaulois foi atingido por um projétil durante o ataque que não detonou. O almirante Guépratte e seu esquadrão retornaram ao Golfo de Saros em 11 de março, onde bombardearam novamente as fortificações turcas.
Eles retornaram para ajudar no grande ataque às fortificações planejado para 18 de março. Os navios britânicos fizeram a entrada inicial nos Dardanelos, mas os navios franceses passaram por eles para atacar os fortes a uma distância mais próxima. O Gaulois foi atingido duas vezes durante este bombardeio, mas apenas um projétil causou danos significativos. Ele atingiu logo acima da linha d'água, na proa de estibordo, empurrou as placas de blindagem abaixo da linha d'água e abriu um buraco por onde a água inundou. Pouco podia ser feito para estancar o fluxo e o capitão do navio decidiu seguir para as Ilhas Rabbit, ao norte de Tenedos, onde poderia atracar seu navio para reparos temporários. Escoltado por Charlemagne, caso naufragasse no caminho, o Gaulois conseguiu chegar às ilhas. Após reparos temporários, o navio foi reflutuado e navegou para Toulon, escoltado por Suffren. Eles encontraram mau tempo no caminho e reparos de emergência tiveram que ser feitos na Baía de Navarin. Ele chegou a Toulon sem mais incidentes, onde o navio foi reformado e amplamente modificado para melhorar sua estabilidade, retornando aos Dardanelos em julho.
O Charlemagne foi menos danificado e foi reparado em Bizerta, retornando aos Dardanelos em maio. O Saint Louis chegou naquele mesmo mês e ambos os navios forneceram apoio de fogo para as tropas francesas em terra. O Charlemagne foi transferido para Salônica em outubro de 1915, onde se juntou ao esquadrão francês designado para impedir qualquer interferência dos gregos nas operações aliadas na Grécia. O Saint Louis partiu para uma reforma em Lorient no mesmo mês e substituiu o Charlemagne em Salônica em maio de 1916 para que este pudesse ser reformado em Bizerta. O Gaulois permaneceu nos Dardanelos até agosto, cobrindo a evacuação das tropas aliadas de Galípoli no final de 1915, quando iniciou uma reforma em Brest.

O Saint Louis se tornou o navio-almirante da Divisão Naval Oriental em outubro de 1916, até ser transferido para Bizerta em fevereiro de 1917. O Charlemagne retornou a Salônica em agosto de 1916 e lá permaneceu até ser enviado para Toulon em agosto de 1917. O Gaulois estava a caminho de Salônica após a conclusão de sua reforma em dezembro e foi afundado em 27 de dezembro de 1916 pelo submarino alemão UB-47. Quatro tripulantes foram mortos, mas o resto da tripulação foi resgatado por suas escoltas. Ambos os seus irmãos foram colocados na reserva quando chegaram a Bizerta e Toulon. O Charlemagne foi desarmado em 1 de novembro de 1917, descomissionado em 21 de junho de 1920 e posteriormente vendido para sucata em 1923. O Saint Louis foi transferido para Toulon em janeiro de 1919, sendo desarmado e desativado no mês seguinte. Ele se tornou um navio de treinamento para foguistas e engenheiros naquele mesmo mês. O navio foi descomissionado em junho de 1920, embora tenha sido convertido em um casco de acomodação. O Saint Louis foi listado para descarte em 1931, mas não foi vendido até 1933.